# Михайловка (Черлакский район)
Михайловка — деревня в Черлакском районе Омской области России. Входит в Краснооктябрьское сельское поселение.

## История
Основана в 1908 году. В 1928 году село Михайловское состояло из 218 хозяйств, основное население — украинцы. Центр Михайловского сельсовета Крестинского района Омского округа Сибирского края.
В соответствии с Законом Омской области от 30 июля 2004 года № 548-ОЗ «О границах и статусе муниципальных образований Омской области» деревня вошла в состав образованного муниципального образования «Краснооктябрьское сельское поселение».

## Население
| 2010 |
| ---- |
| 179  |

Гендерный состав
По данным Всероссийской переписи населения 2010 года в гендерной структуре населения из 179 человек мужчин — 86, женщин — 93	(48,0 и 52,0 % соответственно)
Национальный состав
В 1928 году основное население — украинцы.
Согласно результатам переписи 2002 года, в национальной структуре населения русские составляли 69 % от общей численности населения в 259 чел..

## Инфраструктура
Развитое сельское хозяйство. Личное подсобное хозяйство.
== Транспорт == стоит на автодороге «Черлак — Медет» (идентификационный номер 52 ОП МЗ Н-582).